# Anne Spoerry
Anne Spoerry (Cannes,13 de Maio de 1918 - Nairóbi, 2 de fevereiro de 1999) foi uma médica francesa, que passou a maior parte da sua carreira no Quénia a servir como "médica aérea" afiliada com a AMREF.

## Início da vida e educação
Anne Marie Spoerry nasceu em Cannes, na França, filha de Henry Spoerry e Jeanne Schlumberger. O seu irmão foi o arquitecto François Spoerry. Ainda jovem frequentou a escola Francis Holland School em Londres. Enquanto ainda estava na escola de medicina em Paris, juntou-se à resistência francesa durante a Segunda Guerra Mundial. Ela foi presa em 1943, e passou algum tempo no campo de concentração alemão de Ravensbrück para suas actividades.
Após a Segunda Guerra Mundial, Spoerry estudou medicina tropical da Universidade de Basileia.

## Carreira
Anne Spoerry partiu da França para a África, em 1948, para encontrar trabalho como médica num hospital de mulheres, no Iémen, tendo acabado por se instalar no Quênia, onde ela viveu em uma cooperativa e praticava medicina. Ela também fundou a primeira tropa de Girl Guides na região. Durante a independência do Quénia, ela decidiu ficar e comprou uma pequena fazenda. Nos seus quarenta anos, Spoerry aprendeu a pilotar um avião de pequeno porte para que pudesse praticar medicina em uma ampla área rural, e chegar a populações em ilhas. Em 1963, ela se tornou a primeira mulher membro da AMREF "Médicos Voadores" a entregar bebés e a administrar vacinas, juntamente com outros cuidados médicos. Em seu trabalho, ela também realizou transporte de correio e suprimentos básicos para locais remotos.
Richard Leakey elogiou o trabalho de Spoerry, dizendo: "Ela provavelmente salvou mais vidas do que qualquer outra pessoa no leste de África – se não em todo o continente."